# Subhadra

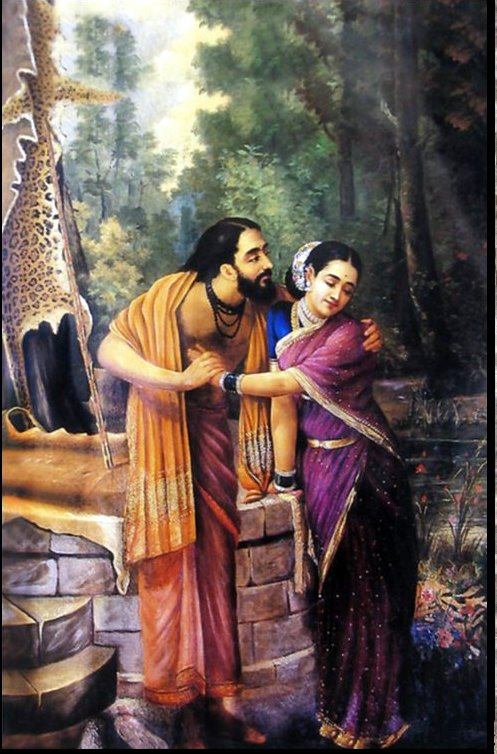
Arjuna i Subhadra. Pintura de Rash Ravi Varma

Subhadrā (sànscrit: सुभद्रा) és un personatge central del text èpic-religiós Mahābhārata. És mitja germana del déu Krixna, esposa del príncep Arjuna, i mare d'Abhimanyu. Hom la considera una encarnació de Xacti.